# 다비드 지놀라
다비드 지놀라세즈(프랑스어: David Ginola-Ceze, 프랑스어 발음: [da'vid ʒino'la]; 1967년 1월 25일~)는 프랑스의 전(前) 축구 선수로, 선수 시절 포지션은 윙어였다. 축구계에서 은퇴한 이후 배우와 모델로 활동하고 있다.
그는 모국인 프랑스에서 축구를 시작하여 1995년 잉글랜드 무대로 넘어와 뉴캐슬 유나이티드, 토트넘 홋스퍼, 애스턴 빌라, 에버턴에서 인상적인 활약을 펼쳤다.

## 클럽 경력
다비드 지놀라는 18세 시절이던 1985년에 스포르팅 툴롱 바르에 입단하면서 데뷔했으며 1986년부터는 툴롱에서 주전 선수로 활약했다. 1988년부터 1990년까지 라싱 클럽 드 프랑스 소속으로 활동하면서 화려한 플레이 스타일로 주목을 받았고 1990년부터 1992년까지 스타드 브레스트 29 소속으로 활동했다.
지놀라는 1992년 1월에 파리 생제르맹에 입단했으며 1992-93 시즌에서는 파리 생제르맹의 쿠프 드 프랑스 우승, UEFA컵(현재의 UEFA 유로파리그) 준결승전 진출에 기여했다. 1993-94 시즌에서는 파리 생제르맹의 리그 1 우승에 기여했고 1993-94 리그 1 올해의 선수로 선정되는 영예를 안았다. 1994-95 시즌에서는 파리 생제르맹의 쿠프 드 프랑스 우승, 쿠프 드 라 리그 우승에 기여했다.
지놀라는 1995년 여름에 잉글랜드의 축구 클럽인 뉴캐슬로 유나이티드로 이적했으며 1995-96 시즌에서 뉴캐슬 유나이티드가 리그 준우승을 차지하는 데에 기여했다. 1997년 7월에는 토트넘 홋스퍼로 이적했고 1998-99 시즌에서는 토트넘 홋스퍼의 풋볼 리그 컵 우승에 기여했다. 1999년에는 PFA 선수들이 뽑은 올해의 선수, FWA 올해의 축구 선수로 선정되는 영예를 안았다.
지놀라는 2000년부터 2002년까지 애스턴 빌라 소속으로 활동했으며 2002년에 에버턴에서의 활동을 끝으로 은퇴하게 된다.

## 국가대표 경력
다비드 지놀라는 1990년 11월 17일에 열린 알바니아와의 UEFA 유로 1992 예선 원정 경기에서 처음 출전하면서 프랑스 축구 국가대표팀 선수로 데뷔했지만 17경기에 출전하여 3골을 기록하는 데에 그쳤다.
프랑스는 1993년 11월 17일에 열린 불가리아와의 1994년 FIFA 월드컵 유럽 지역 예선 홈 경기에서 최소한 무승부를 기록하면 1994년 FIFA 월드컵 본선에 진출할 수 있었다. 하지만 지놀라는 프랑스와 불가리아가 1-1 동점을 기록하고 있던 상황에서 경기 막판에 나온 크로스를 불가리아 선수들에게 넘겨주는 실수를 저질르게 된다. 결국 프랑스는 불가리아의 에밀 코스타디노프에게 결승골을 허용하면서 1-2 역전패를 기록했고 1994년 FIFA 월드컵 본선 진출 티켓을 불가리아에 내주게 된다.
지놀라는 프랑스의 언론과 축구 팬들로부터 "프랑스 축구의 암살자"라는 조롱을 받으면서 활동 무대를 잉글랜드로 옮기게 된다. 또한 제라르 울리에의 뒤를 이어 프랑스 축구 국가대표팀 감독으로 취임한 에메 자케의 구상에서 제외되었고 1995년을 끝으로 프랑스 축구 국가대표팀에 소집되지 않았다.

## 수상 경력

### 클럽
파리 생제르맹
- 리그 1: 1993-94
- 쿠프 드 프랑스: 1992-93, 1994-95
- 쿠프 드 라 리그: 1995

토트넘 홋스퍼
- 풋볼 리그 컵: 1998-99

### 개인
- 리그 1 올해의 선수: 1993-94
- 프랑스 올해의 선수: 1993
- PFA 프리미어리그 올해의 팀: 1995-96, 1998-99
- PFA 선수들이 뽑은 올해의 선수: 1998-99
- FWA 올해의 축구 선수: 1998-99